# Snit (kleding)
Snit (pasvorm) komt van het Duitse Schnitt (knippatroon) en betreft de wijze waarop een kledingstuk uit stof wordt gesneden. De verhouding tussen de verschillende patroondelen bepaalt of het kledingstuk bijvoorbeeld een wijde of een nauwe snit heeft.